# Vischer
Vischer je priimek več osebnosti.
- Caspar Vischer (~1510—1579) - nemški arhitekt, stavbenik in inženir.
- Georg Matthäus Vischer (1628—1696) - avstrijski topograf.
- Friedrich Theodor Vischer (1807—1887) - nemški pisatelj, literarni zgodovinar in filozof.
- Hanns Vischer (1876—1945) - misionar, kolonialni uradnik in raziskovalec Afrike.
- Hermann Vischer starejši - nemški livar.
- Hermann Vischer mlajši (ok. 1486—1517) - nemški kipar.
- Kurt Vischer - vojaška osebnost.
- Lukas Vischer (*1926) - švicarski teolog.
- Melchior Vischer (1895—1975) - nemški pisatelj in režiser.
- Peter Vischer starejši (~1455—1529) - nemški kipar in livar.
- Peter Vischer mlajši (1487—1528) - nemški kipar in livar.
- Wilhelm Vischer (1895—1988) - švicarski pastor in teolog.